# Ahmetabat, Tutak
Ahmetabat là một xã thuộc huyện Tutak, tỉnh Ağrı, Thổ Nhĩ Kỳ. Dân số thời điểm năm 2011 là 27 người.